# Liste des sites classés et inscrits des Pyrénées-Atlantiques
Cet article recense les sites classés et inscrits des Pyrénées-Atlantiques, en France.

## Listes

### Sites classés
Le tableau suivant recense les sites classés des Pyrénées-Atlantiques en 2023.
| Site                                                                     | Commune(s)                 | Date              | Notes | Coordonnées                        | Photo |
| ------------------------------------------------------------------------ | -------------------------- | ----------------- | --- | ---------------------------------- | ----- |
| Défilé d'Esque                                                           | Accous, Lées-Athas, Lescun | 21 avril 1999     | | 42° 57′ 14″ nord, 0° 36′ 50″ ouest |       |
| Château d'Arcangues et son parc                                          | Arcangues, Bassussarry     | 25 avril 1905     | | 43° 26′ 10″ nord, 1° 30′ 58″ ouest |       |
| Place (abords)                                                           | Arcangues                  | 22 octobre 1942   | Place principale du village, devant l'église et la mairie. Seuls les abords sont classés : la place en elle-même est inscrite. | 43° 26′ 06″ nord, 1° 31′ 16″ ouest |       |
| Site archéologique d'Elhigna                                             | Armendarits                | 30 juin 1976      | | 43° 17′ 35″ nord, 1° 08′ 10″ ouest |       |
| Massif de La Rhune                                                       | Ascain, Sare, Urrugne      | 8 septembre 1980  | | 43° 19′ 12″ nord, 1° 38′ 02″ ouest |       |
| Place des Arceaux et rue Notre-Dame                                      | La Bastide-Clairence       | 13 novembre 1943  | | 43° 25′ 44″ nord, 1° 15′ 22″ ouest |       |
| Allée Lauga sur la rive gauche de la Nive                                | Bayonne                    | 16 septembre 1942 | | 43° 29′ 06″ nord, 1° 28′ 30″ ouest |       |
| Pépinières Maymou                                                        | Bayonne                    | 10 novembre 2008  | | 43° 30′ 22″ nord, 1° 27′ 07″ ouest |       |
| Rocher de la Vierge                                                      | Biarritz                   | 21 octobre 1931   | | 43° 29′ 02″ nord, 1° 34′ 16″ ouest |       |
| Horizons palois : parc du château de Franqueville                        | Bizanos                    |                   | | 43° 17′ 10″ nord, 0° 20′ 31″ ouest |       |
| Fort du Portalet et chemin de la Mâture                                  | Borce, Etsaut, Urdos       | 4 septembre 1997  | | 42° 53′ 28″ nord, 0° 33′ 40″ ouest |       |
| Propriété ancienne d'Edmond Rostand, à Arnaga                            | Cambo-les-Bains            |                   | | 43° 22′ 01″ nord, 1° 25′ 16″ ouest |       |
| Terrains de contrebas de l'avenue des Terrasses et du boulevard Grancher | Cambo-les-Bains            | 25 octobre 1932   | | 43° 21′ 36″ nord, 1° 23′ 46″ ouest |       |
| Église, cimetière, butte, ruines de la tour Abadie et ses abords         | Castet                     | 21 février 1951   | | 43° 04′ 05″ nord, 0° 25′ 05″ ouest |       |
| Site d'Elhorrienborda                                                    | Ciboure                    | 20 juillet 1974   | | 43° 23′ 02″ nord, 1° 41′ 02″ ouest |       |
| Cirque de Gourette                                                       | Eaux-Bonnes                | 19 mars 1937      | | 42° 56′ 38″ nord, 0° 20′ 10″ ouest |       |
| Vallée du Valentin                                                       | Eaux-Bonnes                | 14 août 1959      | | 42° 58′ 08″ nord, 0° 22′ 44″ ouest |       |
| Horizons palois : parc du domaine de Guindalos                           | Gelos, Jurançon            |                   | | 43° 16′ 37″ nord, 0° 22′ 59″ ouest |       |
| Horizons palois : parc du domaine Montfleury                             | Gelos                      |                   | | 43° 16′ 05″ nord, 0° 22′ 41″ ouest |       |
| Horizons palois : parc du domaine de la Tisnère                          | Gelos                      |                   | | 43° 16′ 26″ nord, 0° 22′ 44″ ouest |       |
| Horizons palois : parc du domaine du Vignal                              | Gelos                      |                   | | 43° 16′ 34″ nord, 0° 21′ 58″ ouest |       |
| Horizons palois : parc de la villa Estefani                              | Gelos                      |                   | | 43° 16′ 41″ nord, 0° 22′ 08″ ouest |       |
| Horizons palois : parc de la villa Nirvana                               | Gelos                      | 18 avril 1944     | | 43° 16′ 41″ nord, 0° 22′ 19″ ouest |       |
| Corniche basque                                                          | Hendaye, Urrugne           | 22 décembre 1971  | Initialement limitée à Hendaye, la protection est étendue à Urrugne le 11 décembre 1984                                        | 43° 22′ 55″ nord, 1° 43′ 30″ ouest |       |
| Île des Faisans à l'embouchure de la Bidassoa                            | Hendaye                    | 17 novembre 1958  | | 43° 20′ 35″ nord, 1° 45′ 58″ ouest |       |
| Horizons palois : parc du château Ollé-Laprune                           | Jurançon                   |                   | | 43° 16′ 48″ nord, 0° 23′ 35″ ouest |       |
| Horizons palois : parc du domaine du Clos Henry-IV                       | Jurançon                   |                   | | 43° 17′ nord, 0° 25′ ouest         |       |
| Cimetière basque et chapelle d'Ascombéguy                                | Lantabat                   | 4 juin 1976       | Chapelle : Inscrite MH (2003)                                                                                                  | 43° 14′ 49″ nord, 1° 09′ 58″ ouest |       |
| Domaine de Saint-Martin                                                  | Larressore                 |                   | | 43° 22′ 30″ nord, 1° 26′ 06″ ouest |       |
| Plateau de Bious-Artigues dans la haute-vallée d'Ossau                   | Laruns                     |                   | | 42° 52′ 01″ nord, 0° 27′ 04″ ouest |       |
| Vallée de Soussouéou                                                     | Laruns                     | 6 mai 1995        | | 42° 53′ 56″ nord, 0° 23′ 02″ ouest |       |
| Église, cimetière, place                                                 | Louhossoa                  | 15 octobre 1942   | Église : Classée MH (2015) | 43° 18′ 58″ nord, 1° 21′ 25″ ouest |       |
| Église, cimetière et château de Sumberraute avec son parc                | Luxe-Sumberraute           | 19 juillet 1944   | | 43° 21′ 47″ nord, 1° 04′ 30″ ouest |       |
| Grand parc du château                                                    | Pau                        |                   | |                                    |       |
| Terrasse Sud                                                             | Pau                        | 27 février 1924   | | 43° 17′ 42″ nord, 0° 22′ 08″ ouest |       |
| Moulin d'Erromardie                                                      | Saint-Jean-de-Luz          | 20 mars 1974      | | 43° 24′ 25″ nord, 1° 38′ 24″ ouest |       |
| Pointe Sainte-Barbe                                                      | Saint-Jean-de-Luz          | 6 novembre 1956   | Le site est étendu à trois reprises, entre 1960 et 1993.                                                                       | 43° 23′ 56″ nord, 1° 39′ 40″ ouest |       |
| Retenue d'eau                                                            | Saint-Jean-de-Luz          | 25 mars 1977      | | 43° 24′ 22″ nord, 1° 37′ 55″ ouest |       |
| Bourg de Sare et quartier Ihalarre                                       | Sare                       | 22 septembre 1976 | | 43° 18′ 43″ nord, 1° 34′ 19″ ouest |       |
| Ensemble urbain : abords de l'église, partie de la ville                 | Sauveterre-de-Béarn        | 2 février 1944    | | 43° 23′ 46″ nord, 0° 56′ 20″ ouest |       |
| Chapelle de Sokorri et ses abords                                        | Urrugne                    | 21 avril 1942     | | 43° 22′ 05″ nord, 1° 42′ 22″ ouest |       |
| Parc du château d'Urtubie : ensemble du sol et des essences              | Urrugne                    | 23 octobre 1942   | | 43° 21′ 58″ nord, 1° 41′ 28″ ouest |       |

### Sites inscrits
Le tableau suivant recense les sites inscrits de Pyrénées-Atlantiques.
| Site                                                                              | Commune(s)                                                                                | Date              | Notes                                                                                           | Coordonnées                        | Photo                                                          |
| --------------------------------------------------------------------------------- | ----------------------------------------------------------------------------------------- | ----------------- | ----------------------------------------------------------------------------------------------- | ---------------------------------- | -------------------------------------------------------------- |
| Commune                                                                           | Accous                                                                                    | 23 octobre 1979   |                                                                                                 | 42° 57′ 07″ nord, 0° 34′ 55″ ouest |                                                                |
| Ensemble du Labourd                                                               | Ainhoa, Ascain, Espelette, Itxassou, Saint-Pée-sur-Nivelle, Sare, Souraïde, Urrugne       | 30 décembre 1977  |                                                                                                 | 43° 19′ 01″ nord, 1° 31′ 19″ ouest |                                                                |
| Village                                                                           | Ainhoa                                                                                    | 17 janvier 1947   |                                                                                                 | 43° 18′ 25″ nord, 1° 29′ 56″ ouest |                                                                |
| Hameau d'Esnazu                                                                   | Aldudes                                                                                   | 17 mars 1943      |                                                                                                 | 43° 04′ 48″ nord, 1° 26′ 28″ ouest |                                                                |
| Village                                                                           | Aldudes                                                                                   | 17 mars 1943      |                                                                                                 | 43° 05′ 53″ nord, 1° 25′ 41″ ouest |                                                                |
| Lac de Chiberta et une partie de ses abords                                       | Anglet                                                                                    |                   |                                                                                                 | 43° 30′ 47″ nord, 1° 31′ 26″ ouest |                                                                |
| Pointe Saint-Martin, chambre d'Amour, Chiberta à la barre de l'Adour              | Anglet, Biarritz                                                                          | 24 novembre 1972  |                                                                                                 | 43° 30′ 22″ nord, 1° 32′ 13″ ouest |                                                                |
| Place, plantations et façades, élévation et toitures                              | Arcangues                                                                                 |                   | Place principale du village, devant l'église et la mairie. Les abords de la place sont classés. | 43° 26′ 10″ nord, 1° 31′ 19″ ouest |                                                                |
| Village                                                                           | Arnéguy                                                                                   |                   |                                                                                                 | 43° 06′ 29″ nord, 1° 16′ 52″ ouest |                                                                |
| Site de Canarde                                                                   | Arthez-de-Béarn                                                                           | 2 novembre 1976   |                                                                                                 | 43° 27′ 25″ nord, 0° 36′ 54″ ouest |                                                                |
| Église, cimetière et abords de la maison Ruthie                                   | Aussurucq                                                                                 |                   |                                                                                                 | 43° 09′ 00″ nord, 0° 56′ 02″ ouest |                                                                |
| Source d'Ahusquy et ses abords                                                    | Aussurucq                                                                                 |                   |                                                                                                 | 43° 05′ 42″ nord, 1° 01′ 05″ ouest |                                                                |
| Sources de la Bidouze et leurs abords                                             | Aussurucq, Musculdy, Saint-Just-Ibarre                                                    |                   |                                                                                                 | 43° 07′ 48″ nord, 1° 01′ 26″ ouest |                                                                |
| Ruines du château de Belzunce et ses abords                                       | Ayherre                                                                                   | 22 novembre 1956  | Château : Inscrit MH (1992)                                                                     | 43° 22′ 44″ nord, 1° 14′ 02″ ouest |                                                                |
| Site de la redoute du Premier Empire                                              | Bassussarry                                                                               | 28 mars 1980      |                                                                                                 | 43° 26′ 02″ nord, 1° 30′ 25″ ouest |                                                                |
| Place des Arceaux et rue Notre-Dame                                               | La Bastide-Clairence                                                                      | 13 novembre 1943  |                                                                                                 | 43° 25′ 44″ nord, 1° 15′ 22″ ouest |                                                                |
| Château Lauga et ses abords immédiats                                             | Bayonne                                                                                   | 25 janvier 1967   |                                                                                                 | 43° 28′ 59″ nord, 1° 28′ 23″ ouest |                                                                |
| Ensemble urbain                                                                   | Bayonne                                                                                   |                   |                                                                                                 |                                    |                                                                |
| Ruines du château et ses abords                                                   | Bellocq                                                                                   |                   | Château : Classé MH (1997)                                                                      | 43° 31′ 05″ nord, 0° 54′ 50″ ouest |                                                                |
| Col d'Aubisque                                                                    | Béost                                                                                     | 10 août 1932      |                                                                                                 | 42° 58′ 37″ nord, 0° 20′ 24″ ouest |                                                                |
| Parc d'Hiver, port des pêcheurs, hôtel du Palais et plateau du phare              | Biarritz                                                                                  |                   |                                                                                                 |                                    |                                                                |
| Château et ses abords                                                             | Bidache                                                                                   | 7 octobre 1942    | Château : Classé MH (1942)                                                                      | 43° 29′ 10″ nord, 1° 08′ 20″ ouest |                                                                |
| Chapelle Saint-Joseph et chapelle Sainte-Madeleine                                | Bidart                                                                                    | 3 novembre 1943   |                                                                                                 |                                    |                                                                |
| Site du littoral                                                                  | Bidart, Hendaye                                                                           | 8 juin 1972       |                                                                                                 | 43° 26′ 20″ nord, 1° 35′ 31″ ouest |                                                                |
| Ensemble formé par les villages de Bielle et Castet                               | Bielle, Castet                                                                            | 15 avril 1976     |                                                                                                 | 43° 03′ 32″ nord, 0° 25′ 41″ ouest |                                                                |
| Horizons palois : terrains du Golf                                                | Billère                                                                                   |                   |                                                                                                 | 43° 17′ 42″ nord, 0° 23′ 42″ ouest |                                                                |
| Village                                                                           | Biriatou                                                                                  |                   |                                                                                                 | 43° 20′ 02″ nord, 1° 44′ 42″ ouest |                                                                |
| Horizons palois : saligues bordant le Gave de Pau                                 | Bizanos, Gelos, Mazères-Lezons                                                            | 18 avril 1944     |                                                                                                 | 43° 17′ 10″ nord, 0° 21′ 43″ ouest |                                                                |
| Fort d'Urdos et ses abords                                                        | Borce, Etsaut, Urdos                                                                      | 17 mars 1963      |                                                                                                 | 42° 53′ 13″ nord, 0° 33′ 43″ ouest |                                                                |
| Bourg et ses abords                                                               | Bougarber                                                                                 | 15 février 1977   |                                                                                                 | 43° 23′ 56″ nord, 0° 28′ 34″ ouest |                                                                |
| Route des Cimes                                                                   | Cambo-les-Bains, Halsou, Hasparren, Jatxou, Mouguerre, Saint-Pierre-d'Irube, Villefranque | 23 août 1974      |                                                                                                 | 43° 25′ nord, 1° 24′ ouest         |                                                                |
| Remparts (abords intérieurs et extérieurs)                                        | Castetnau-Camblong                                                                        |                   |                                                                                                 |                                    |                                                                |
| Ruines du château de Mongaston et ses abords                                      | Charre                                                                                    | 4 octobre 1972    | Château : Inscrit MH (1998)                                                                     | 43° 18′ 29″ nord, 0° 51′ 47″ ouest |                                                                |
| Mamelons dominant la baie de Saint-Jean-de-Luz                                    | Ciboure, Saint-Jean-de-Luz                                                                | 7 février 1944    |                                                                                                 | 43° 22′ 37″ nord, 1° 39′ 22″ ouest |                                                                |
| Partie côtière (Ciboure)                                                          | Ciboure, Urrugne                                                                          | 17 février 1944   |                                                                                                 | 43° 23′ 20″ nord, 1° 40′ 44″ ouest |                                                                |
| Hameau de Garris                                                                  | Garris                                                                                    | 11 juillet 1979   |                                                                                                 | 43° 20′ 24″ nord, 1° 03′ 40″ ouest |                                                                |
| Horizons palois : parc du domaine du Tinot                                        | Gelos                                                                                     | 18 avril 1944     |                                                                                                 | 43° 16′ 19″ nord, 0° 22′ 48″ ouest |                                                                |
| Horizons palois : parc de la villa Montrose                                       | Gelos                                                                                     | 18 avril 1944     |                                                                                                 | 43° 16′ 41″ nord, 0° 22′ 26″ ouest |                                                                |
| Place de l'église (eu) et ses abords                                              | Gotein-Libarrenx                                                                          | 12 septembre 1945 | Église (eu) : Inscrit MH (1925)                                                                 | 43° 11′ 28″ nord, 0° 54′ 07″ ouest |                                                                |
| Place et ses abords                                                               | Guéthary                                                                                  |                   |                                                                                                 |                                    |                                                                |
| Baie de Chingoudy                                                                 | Hendaye                                                                                   | 24 février 1943   |                                                                                                 | 43° 21′ 58″ nord, 1° 46′ 26″ ouest |                                                                |
| Château d'Abbadia et ses abords                                                   | Hendaye                                                                                   | 25 avril 1905     | Château : Classé MH (1984)                                                                      | 43° 22′ 48″ nord, 1° 44′ 56″ ouest |                                                                |
| Église de Mendy et ses abords                                                     | Idaux-Mendy                                                                               |                   |                                                                                                 | 43° 10′ 12″ nord, 0° 55′ 05″ ouest |                                                                |
| Vallée de Lourdios                                                                | Issor                                                                                     | 2 février 1973    |                                                                                                 | 43° 04′ 30″ nord, 0° 40′ 05″ ouest |                                                                |
| Horizons palois : parc du château de Perpignaa                                    | Jurançon                                                                                  | 18 avril 1944     |                                                                                                 | 43° 16′ 26″ nord, 0° 24′ 07″ ouest |                                                                |
| Horizons palois : parc du domaine de Mont-Riand                                   | Jurançon                                                                                  | 18 avril 1944     |                                                                                                 | 43° 17′ 02″ nord, 0° 24′ 47″ ouest |                                                                |
| Horizons palois : parc de la villa Castel-Forgues                                 | Jurançon                                                                                  | 18 avril 1944     |                                                                                                 | 43° 16′ 30″ nord, 0° 23′ 49″ ouest |                                                                |
| Gorges d'Holtzarte                                                                | Larrau                                                                                    | 25 juin 1933      |                                                                                                 | 42° 59′ 56″ nord, 0° 55′ 19″ ouest |                                                                |
| Cascade de Goust et lieu-dit Quartier-Pont-d'Enfer                                | Laruns                                                                                    | 15 avril 1976     |                                                                                                 | 42° 56′ 56″ nord, 0° 26′ 35″ ouest |                                                                |
| Bourg                                                                             | Lasseube                                                                                  | 20 août 1974      |                                                                                                 | 43° 13′ 19″ nord, 0° 28′ 37″ ouest |                                                                |
| Cité                                                                              | Lescar                                                                                    | 14 mars 1975      |                                                                                                 | 43° 19′ 59″ nord, 0° 25′ 59″ ouest |                                                                |
| Église, cimetière, place et leurs abords                                          | Louhossoa                                                                                 | 1er août 1942     | Église : Classé MH (2015)                                                                       | 43° 18′ 58″ nord, 1° 21′ 04″ ouest |                                                                |
| Bourg                                                                             | Lucq-de-Béarn                                                                             | 1er juin 1976     |                                                                                                 | 43° 17′ 13″ nord, 0° 39′ 32″ ouest |                                                                |
| Ville haute de Mauléon                                                            | Mauléon-Licharre                                                                          | 12 septembre 1945 |                                                                                                 | 43° 13′ 12″ nord, 0° 53′ 06″ ouest |                                                                |
| Ruines du château et ses abords                                                   | Montaner                                                                                  | 12 juin 1973      | Château : Classé MH (1980)                                                                      | 43° 21′ 00″ nord, 0° 00′ 50″ ouest |                                                                |
| Site du Mourle                                                                    | Montaut                                                                                   | 19 septembre 1985 |                                                                                                 | 43° 08′ 24″ nord, 0° 08′ 49″ ouest |                                                                |
| Église et ses abords                                                              | Morlanne                                                                                  | 12 septembre 1945 | Église : Classé MH (1911)                                                                       | 43° 30′ 47″ nord, 0° 32′ 02″ ouest |                                                                |
| Tour et parc des Évêques d'Oloron-Sainte-Marie                                    | Moumour                                                                                   |                   |                                                                                                 | 43° 12′ 58″ nord, 0° 39′ 22″ ouest |                                                                |
| Église de Musculdy et cimetière                                                   | Musculdy                                                                                  | 12 septembre 1945 |                                                                                                 | 43° 11′ 46″ nord, 0° 57′ 58″ ouest |                                                                |
| Remparts (abords intérieurs et extérieurs)                                        | Navarrenx                                                                                 |                   | Remparts : Classé MH (2000)                                                                     | 43° 19′ 19″ nord, 0° 45′ 43″ ouest |                                                                |
| Centre ancien                                                                     | Oloron-Sainte-Marie                                                                       |                   |                                                                                                 |                                    |                                                                |
| Bords du Gave                                                                     | Orthez                                                                                    |                   |                                                                                                 |                                    |                                                                |
| Maison Chrestia et ses abords                                                     | Orthez                                                                                    |                   | Possède le label « Maisons des Illustres »                                                      | 43° 29′ 10″ nord, 0° 45′ 54″ ouest |                                                                |
| Tour Moncade et ses abords                                                        | Orthez                                                                                    |                   | Tour : Classé MH (1840)                                                                         |                                    |                                                                |
| Tour de la rue Pastourette et ses abords                                          | Orthez                                                                                    |                   |                                                                                                 |                                    |                                                                |
| Hameau d'Harambels                                                                | Ostabat-Asme                                                                              |                   |                                                                                                 | 43° 16′ 26″ nord, 1° 02′ 49″ ouest |                                                                |
| Chapelle de Piétat et ses abords                                                  | Pardies-Piétat                                                                            | 26 novembre 1964  |                                                                                                 | 43° 12′ 32″ nord, 0° 20′ 02″ ouest |                                                                |
| Allées de Morlaàs                                                                 | Pau                                                                                       |                   |                                                                                                 | 43° 18′ 18″ nord, 0° 20′ 49″ ouest |                                                                |
| Immeubles bordant le boulevard des Pyrénées et ses abords immédiats               | Pau                                                                                       | 18 avril 1944     |                                                                                                 | 43° 17′ 35″ nord, 0° 22′ 08″ ouest |                                                                |
| Jardin du château et de la Basse-Plante                                           | Pau                                                                                       | 19 juillet 1944   |                                                                                                 | 43° 17′ 42″ nord, 0° 22′ 34″ ouest |                                                                |
| Jardins de la Gare et belvédère (square Aragon)                                   | Pau                                                                                       |                   |                                                                                                 |                                    |                                                                |
| Palais national (abords) constituant l'ensemble de la vieille ville               | Pau                                                                                       | 18 avril 1944     |                                                                                                 |                                    |                                                                |
| Parc du Lycée, attenant au parc Beaumont                                          | Pau                                                                                       | 18 avril 1944     |                                                                                                 |                                    |                                                                |
| Parc Beaumont (partie)                                                            | Pau                                                                                       | 18 avril 1944     |                                                                                                 | 43° 17′ 46″ nord, 0° 21′ 36″ ouest |                                                                |
| Place Gramont et immeubles qui la bordent                                         | Pau                                                                                       |                   |                                                                                                 | 43° 17′ 46″ nord, 0° 22′ 30″ ouest |                                                                |
| Place de Verdun                                                                   | Pau                                                                                       |                   |                                                                                                 | 43° 17′ 56″ nord, 0° 22′ 37″ ouest |                                                                |
| Hameau d'Urdos                                                                    | Saint-Étienne-de-Baïgorry                                                                 |                   |                                                                                                 | 43° 12′ 22″ nord, 1° 20′ 38″ ouest |                                                                |
| Parc, château et vieux pont sur la Nive                                           | Saint-Étienne-de-Baïgorry                                                                 |                   |                                                                                                 | 43° 10′ 48″ nord, 1° 20′ 46″ ouest |                                                                |
| Partie côtière de la ville de Saint-Jean-de-Luz, au sud de la pointe Sainte-Barbe | Saint-Jean-de-Luz                                                                         |                   |                                                                                                 |                                    |                                                                |
| Pointe Sainte-Barbe                                                               | Saint-Jean-de-Luz                                                                         | 6 novembre 1956   | Le site est étendu le 15 février 1988                                                           | 43° 24′ 07″ nord, 1° 38′ 56″ ouest |                                                                |
| Rives de la Nive                                                                  | Saint-Jean-Pied-de-Port                                                                   | 18 janvier 1935   |                                                                                                 | 43° 09′ 40″ nord, 1° 14′ 13″ ouest |                                                                |
| Ville                                                                             | Saint-Jean-Pied-de-Port                                                                   | 29 janvier 1944   |                                                                                                 | 43° 09′ 32″ nord, 1° 14′ 06″ ouest | [[Fichier::Saint Jean Pied de Port Nive Béhérobie.jpg\|100px]] |
| Chapelle de la Madeleine (eu), moulin, château d'Irunberri et leurs abords        | Saint-Jean-le-Vieux                                                                       |                   |                                                                                                 | 43° 09′ 47″ nord, 1° 12′ 58″ ouest |                                                                |
| Moulin d'Aphat, prés qui l'entourent et chapelle (eu)                             | Saint-Jean-le-Vieux                                                                       |                   |                                                                                                 | 43° 09′ 58″ nord, 1° 11′ 10″ ouest |                                                                |
| Gorges de Kakouetta                                                               | Sainte-Engrâce                                                                            |                   |                                                                                                 | 42° 58′ 48″ nord, 0° 51′ 11″ ouest |                                                                |
| Bords du Saleys, rue du Pont Mayou, maisons rue des Puits Salants                 | Salies-de-Béarn                                                                           |                   |                                                                                                 |                                    |                                                                |
| Maison Chibas                                                                     | Salies-de-Béarn                                                                           |                   |                                                                                                 |                                    |                                                                |
| Maison Lafont-Coustabe et son parc                                                | Salies-de-Béarn                                                                           |                   |                                                                                                 |                                    |                                                                |
| Vieille ville                                                                     | Salies-de-Béarn                                                                           |                   |                                                                                                 |                                    |                                                                |
| Place de l'église                                                                 | Sarrance                                                                                  |                   |                                                                                                 | 43° 03′ 04″ nord, 0° 36′ 07″ ouest |                                                                |
| Ensemble urbain                                                                   | Sauveterre-de-Béarn                                                                       | 1er janvier 1944  |                                                                                                 | 43° 23′ 46″ nord, 0° 56′ 20″ ouest |                                                                |
| Remparts (abords intérieurs et extérieurs)                                        | Susmiou                                                                                   |                   |                                                                                                 |                                    |                                                                |
| Château, moulin et leurs abords                                                   | Uhart-Mixe                                                                                |                   |                                                                                                 | 43° 16′ 55″ nord, 1° 00′ 58″ ouest |                                                                |
| Croix des Bouquets                                                                | Urrugne                                                                                   | 25 octobre 1943   |                                                                                                 | 43° 21′ 04″ nord, 1° 44′ 13″ ouest |                                                                |
| Place et ses abords                                                               | Urrugne                                                                                   | 14 janvier 1944   | Abords de l'église Saint-Vincent                                                                | 43° 21′ 47″ nord, 1° 41′ 56″ ouest |                                                                |
| Terrains                                                                          | Urrugne                                                                                   |                   |                                                                                                 |                                    |                                                                |
| Zone côtière                                                                      | Urrugne                                                                                   | 25 octobre 1943   |                                                                                                 | 43° 23′ 06″ nord, 1° 42′ 47″ ouest |                                                                |
| Horizons palois : parc du château de Chazal                                       | Uzos                                                                                      | 18 avril 1944     |                                                                                                 | 43° 15′ 58″ nord, 0° 20′ 56″ ouest |                                                                |